# Muričevec
Muričevec falu Horvátországban Varasd megyében. Közigazgatásilag Lepoglavához tartozik.

## Fekvése
Varasdtól 27 km-re délnyugatra, községközpontjától 2 km-re nyugatra a 35-ös számú főút mellett fekszik.

## Története
A falunak 1857-ben 107, 1910-ben 174 lakosa volt. A trianoni békeszerződésig Varasd vármegye Ivaneci járáshoz tartozott. 2001-ben 65 háztartása és 216 lakosa volt.

## Külső hivatkozások
- Lepoglava város hivatalos oldala
- Lepoglava turisztikai egyesületének honlapja